# Blue October (britische Band)
Blue October ist eine britische Synthpop-Band, die 1996 von Glen Wisbey und Barney Miller in Dagenham, Essex, England gegründet wurde. Ein Jahr zuvor wurde in Houston eine gleichnamige Band gegründet, die sich im Bereich zwischen Post-Grunge und Alternative Rock bewegt.

## Geschichte
1996 wurde die Band von den beiden Musikern Glen Wisbey und Barney Miller in Dagenham/Essex gegründet. In der Folge der Jahre stießen mit Chris Taubert und Nic Johnston weitere Musiker hinzu. Im selben Jahr unterschrieb die Band einen Vertrag mit dem amerikanischen Label A Different Drum, einem Indie-Label, das sich auf elektronische Musik spezialisiert hat. Noch weiteren Verlauf desselben Jahres veröffentlichte die Band ihr Debütalbum Incoming. Kurz nach dieser Veröffentlichung verstarb Miller.
2001 erschien, nachdem man einen Ersatz für den verstorbenen Sänger Miller in Ross Carter finden konnte, das zweite Album Preaching Lies to the Righteous. Bis 2005 spielte die Band als Duo, bevor Chris Taubert zur Band stieß. In diesem Jahr brachte die Band ihr drittes Album auf dem Markt. Dieses heißt One Day Silver, One Day Gold.
Im weiteren Verlauf stieß Gitarrist Nic Johnston zur Band. 2007 wurde das Debütalbum neu veröffentlicht, welche auch eine DVD beinhaltet. Die Band war auf mehreren Compilationen vertreten, wie auf dem Microsoft Xbox-Spiel Dance Dance Revolution. 2008 erschien mit Walk Amongst the Living ihr bereits viertes Studioalbum. Auf Live-Touren wird die Band von Schlagzeuger Bob Malkowski unterstützt.

## Stil
Die Band vermischt Synthpop mit Alternative-Rock-, Dance- und Pop-Elementen.

## Diskografie

### Singles
- 1997: Incoming
- 1999: Believe
- 2000: Stranded
- 2002: Mistakes
- 2004: Free
- 2007: Let Me See (Digital)

### Alben
- 1998: Incoming (2007 neu veröffentlicht unter Incoming Remastered)
- 2000: Preaching Lies to the Righteous
- 2005: One Day Silver, One Day Gold
- 2008: Walk Amongst the Living